# دوبال‌میوه هم‌ریخت
دوبال‌میوه هم‌ریخت (نام علمی: Dipterocarpus conformis) نام یک گونه از سرده دوبال‌میوه‌ها است.